# خورشیدگرفتگی ۱۲ سپتامبر ۱۹۳۱
خورشیدگرفتگی ۱۲ سپتامبر ۱۹۳۱ (به انگلیسی: Solar eclipse of September 12, 1931) یک خورشیدگرفتگی از نوع خورشیدگرفتگی جزئی است. این خورشیدگرفتگی در تاریخ ۱۲ سپتامبر ۱۹۳۱ میلادی (‎۲۰ شهریور ۱۳۱۰ خورشیدی) روی داد که زمان اوج آن، ساعت ۴:۴۱:۲۵ به‌وقت ساعت هماهنگ جهانی بوده‌است.